# 1857 in Italia

## Avvenimenti
- aprile: a Vulci Alessandro François scopre la tomba che da lui prende nome.
- 25 giugno - 2 luglio: tentativo insurrezionale di Carlo Pisacane in Campania (spedizione di Sapri). Fu inseguito e massacrato con le sue truppe dalla popolazione a Sanza[1][2]. In seguito Camillo Cavour aprì il Piemonte ai delusi dal mazzinismo e ai rifugiati politici italiani, concedendo loro i diritti civili e politici e consentendo loro di accedere all'amministrazione.
- 1° agosto: costituzione della « Società nazionale italiana »[3]. Sotto l'influenza di Daniele Manin, Giorgio Pallavicino e Giuseppe La Farina, si dichiarò favorevole a una monarchia unitaria sotto l'egida di Casa Savoia come testimonia il suo motto: "L'Italia e Vittorio Emanuele". Recluta militanti negli ambienti moderati e liberali di tutte le principali città, preparando i punti di appoggio per l'avanzata piemontese.
- 31 agosto: Il Re Vittorio Emanuele II di Sardegna inaugura l'inizio dei lavori del traforo del Fréjus (Moncenisio)[4].
- 25 ottobre: scioglimento della camera in Piemonte; nelle elezioni del 15 novembre[5], il governo centrista ottiene solo una maggioranza risicata, e Cavour deve separarsi dal Ministro dell'Interno Rattazzi[6]
- 14 dicembre: apertura della VI legislatura del Regno di Sardegna sotto la presidenza di Carlo Cadorna[7].

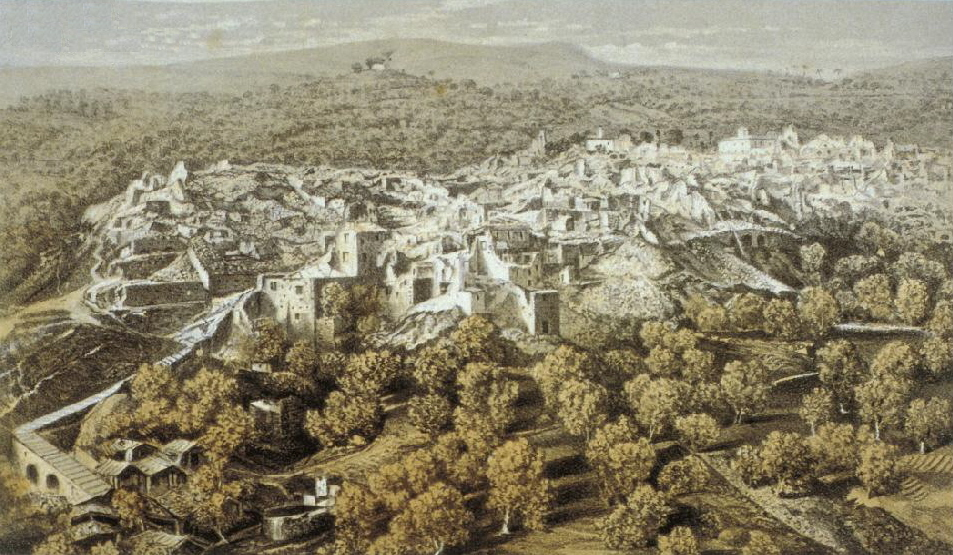
Rovine di Montemurro dopo il terremoto di dicembre.

- 16 dicembre: il terremoto della Basilicata del 1857 fa più di 11 000 vittime in Basilicata[8].

## Cultura

### Opere create nel 1857
- 27 gennaio: debutto all'Opéra de Paris de Le Trouvère, « grand opéra » in quattro atti e un balletto di Giuseppe Verdi, su libretto in francese di Émilien Pacini, tradotto da quello di Salvatore Cammarano per Il trovatore, la versione italiana dell’opera.
- 12 marzo: debutto al teatro  La Fenice a Venezia del Simon Boccanegra, opera in un prologo e tre atti di Giuseppe Verdi, su libretto di Francesco Maria Piave tratto dal dramma Simón Bocanegra di Antonio García Gutiérrez.
- 16 agosto: inaugurazione del Teatro nuovo di Rimini con il debutto dell'Aroldo, opera in quattro atti di Giuseppe Verdi, su libretto di Francesco Maria Piave,  tratto da The Betrothed (Il conestabile di Chester) di Walter Scott e da Harold: Last of the Saxon Kings di Edward Bulwer-Lytton.